# Wushu tại Đại hội Thể thao Đông Nam Á 2023
Wushu là một trong những môn thể thao được tranh tài tại Đại hội Thể thao Đông Nam Á 2023 ở Campuchia. Bộ môn Wushu tại kỳ SEA Games 32 lần này sẽ diễn ra trọn vẹn trong 3 ngày thi đấu từ ngày 09 đến ngày 11 tháng 5.

## Nội dung thi đấu
Môn Wushu tại SEA Games 32 có tổng cộng 22 nội dung thi đấu: 14 nội dung Taolu (biểu diễn) và 8 nội dung Sanda (tán thủ).
Nội dung Taolu dành cho nam, nữ bao gồm: Trường quyền, Kiếm thuật, Thương thuật, Đao thuật + Côn thuật, Thái cực quyền, Thái cực kiếm và Duilian.
Ở nội dung Sanda, các nam võ sĩ sẽ tranh tài tại 5 hạng cân: 52kg, 56kg, 60kg, 65kg và 70kg. Cũng ở nội dung này, các nữ võ sĩ sẽ tranh tài tại 3 hạng cân: 45kg, 48kg và 52kg.

## Chương trình thi đấu
| Ngày | Giờ | Nội dung |
| ---- | --- | -------- |

## Bảng huy chương
| Hạng                | Đoàn                | Vàng | Bạc | Đồng | Tổng số |
| ------------------- | ------------------- | ---- | --- | ---- | ------- |
| 1                   | Indonesia           | 6    | 6   | 2    | 14      |
| 2                   | Việt Nam            | 6    | 3   | 2    | 11      |
| 3                   | Singapore           | 2    | 3   | 1    | 6       |
| 4                   | Malaysia            | 2    | 2   | 6    | 10      |
| 5                   | Brunei              | 2    | 0   | 2    | 4       |
| 6                   | Myanmar             | 1    | 3   | 3    | 7       |
| 6                   | Campuchia           | 1    | 3   | 3    | 7       |
| 8                   | Philippines         | 1    | 1   | 4    | 6       |
| 9                   | Thái Lan            | 1    | 1   | 2    | 4       |
| 10                  | Lào                 | 0    | 0   | 3    | 3       |
| Tổng số (10 đơn vị) | Tổng số (10 đơn vị) | 22   | 22  | 28   | 72      |

## Danh sách huy chương

### Men's taolu
| Event                 | Vàng                                                                               | Bạc                                            | Đồng                                                       |
| --------------------- | ---------------------------------------------------------------------------------- | ---------------------------------------------- | ---------------------------------------------------------- |
| Changquan             | Edgar Xavier Marvelo · Indonesia                                                   | Jowen Lim · Singapore                          | Wong Weng Son · Malaysia                                   |
| Daoshu / Gunshu       | Jowen Lim · Singapore                                                              | Edgar Xavier Marvelo · Indonesia               | Seraf Naro Siregar · Indonesia                             |
| Nanquan               | Mohammad Adi Salihin Roslan · Brunei                                               | Harris Horatius · Indonesia                    | Nông Văn Hữu · Việt Nam                                    |
| Jianshu / Qiangshu    | Muhammad Daffa Golden Boy · Indonesia                                              | Wong Weng Son · Malaysia                       | Sandrex Gainsan · Philippines                              |
| Nandao / Nangun       | Nông Văn Hữu · Việt Nam                                                            | Harris Horatius · Indonesia                    | Pitaya Yangrungrawin · Thái Lan                            |
| Taijijian / Taijiquan | Hosea Wong Zheng Yu · Brunei                                                       | Tay Yu Xuan · Singapore                        | Tan Zhi Yan · Malaysia                                     |
| Duilian               | Thái Lan · Pitaya Yangrungrawin · Sujinda Yangrungrawin · Wanchai Yodyinghathaikun | Campuchia · Chea Dara · Ching Vireak · Hem Bot | Brunei · Abdel Lim Wee Yuen · Majdurano Joel Majallah Sain |

### Men's sanda
| Event | Vàng                                     | Bạc                                   | Đồng                                  |
| ----- | ---------------------------------------- | ------------------------------------- | ------------------------------------- |
| 52 kg | Laksmana Pandu Pratama · Indonesia       | Armen Pangchai · Thái Lan             | Russel Camacho Diaz · Philippines     |
| 52 kg | Laksmana Pandu Pratama · Indonesia       | Armen Pangchai · Thái Lan             | Chantakhop Cantha · Lào               |
| 56 kg | Bintang Reindra Nada Guitara · Indonesia | Đỗ Huy Hoàng · Việt Nam               | Carlos Fernandez Baylon · Philippines |
| 56 kg | Bintang Reindra Nada Guitara · Indonesia | Đỗ Huy Hoàng · Việt Nam               | Mao Muychantharith · Campuchia        |
| 60 kg | Bùi Trường Giang · Việt Nam              | Gideon Fred Padua Wayan · Philippines | Bayu Raka Putra · Indonesia           |
| 60 kg | Bùi Trường Giang · Việt Nam              | Gideon Fred Padua Wayan · Philippines | Samuel Yeo Boon Leng · Malaysia       |
| 65 kg | Trương Văn Chương · Việt Nam             | Samuel Marbun · Indonesia             | Beng Rathana · Campuchia              |
| 65 kg | Trương Văn Chương · Việt Nam             | Samuel Marbun · Indonesia             | Chanachai Kamolklang · Thái Lan       |
| 70 kg | Đinh Văn Bí · Việt Nam                   | Chhuon Bunthai · Campuchia            | Vicky Hwa Chang · Malaysia            |
| 70 kg | Đinh Văn Bí · Việt Nam                   | Chhuon Bunthai · Campuchia            | Nay Win Htut · Myanmar                |

### Women's taolu
| Event                 | Vàng                                            | Bạc                                    | Đồng                                                          |
| --------------------- | ----------------------------------------------- | -------------------------------------- | ------------------------------------------------------------- |
| Changquan             | Sandi Oo · Myanmar                              | Eugenia Diva Widodo · Indonesia        | Pang Pui Yee · Malaysia                                       |
| Nanquan               | Tan Cheong Min · Malaysia                       | Tasya Ayu Puspa Dewi · Indonesia       | Aye Thitsar Myint · Myanmar                                   |
| Jianshu / Qiangshu    | Dương Thúy Vi · Việt Nam                        | Sandi Oo · Myanmar                     | Pang Pui Yee · Malaysia                                       |
| Daoshu / Gunshu       | Kimberly Ong · Singapore                        | Zoe Tan Ziyi · Singapore               | Hoàng Thị Phương Giang · Việt Nam                             |
| Nandao / Nangun       | Tan Cheong Min · Malaysia                       | Phan Thị Thu Bình · Việt Nam           | Aye Thitsar Myint · Myanmar                                   |
| Taijijian / Taijiquan | Agatha Wong · Philippines                       | Sydney Chin Sy Xuan · Malaysia         | Basma Lachkar · Brunei                                        |
| Duilian               | Campuchia · Chin Sros · Tin Bopha · Vy Sreyleak | Myanmar · Aye Thitsar Myint · Sandi Oo | Singapore · Kimberly Ong · Zeanne Law Zhi Ning · Zoe Tan Ziyi |

### Women's sanda
| Event | Vàng                               | Bạc                         | Đồng                          |
| ----- | ---------------------------------- | --------------------------- | ----------------------------- |
| 45 kg | Rosa Beatrice Malau · Indonesia    | Sam Mary · Campuchia        | Fineny Aukkhasone · Lào       |
| 48 kg | Nguyễn Thị Lan · Việt Nam          | Cherry Tan · Myanmar        | Alisa Xaiyasit · Lào          |
| 48 kg | Nguyễn Thị Lan · Việt Nam          | Cherry Tan · Myanmar        | Jenifer Kilapio · Philippines |
| 52 kg | Tharisa Dea Florentina · Indonesia | Nguyễn Thị Giang · Việt Nam | Phatt Dany · Campuchia        |